# Grace Ravlin
Grace Ravlin (15 de abril de 1873 - 25 de septiembre de 1956) fue una pintora estadounidense. 

## Vida y carrera
Nacida en Kaneville, Illinois, Ravlin estudió con John Vanderpoel en la Escuela del Instituto de Arte de Chicago, y con William Merritt Chase en la Academia de Bellas Artes de Pensilvania . En París tomó clases con Émile-René Ménard y Lucien Simon .  Viajó y pintó durante su estancia en Francia, visitando muchos lugares tanto en Europa como en el norte de África. Fue miembro de numerosas organizaciones, incluidas la Société Nationale des Beaux-Arts, la Société des Peintres Orientalistes Français y el Salón de Otoño. Entre los premios que recibió están la tercera medalla en el Amis des Arts de Toulon en 1911; la medalla de plata en la Exposición Internacional de Panamá Pacífico en 1915; y los premios Field and Butler en el Instituto de Arte de Chicago en 1922.  Además de en el Instituto, se pueden encontrar ejemplos de su trabajo en el Museo de Luxemburgo, el Museo de Newark, el Museo de Arte del Condado de Los Ángeles,  y el Museo Smithsoniano de Arte Americano, entre otros. Ravlin se describió a sí misma como una "pintora etnográfica", y su tema principal eran los lugares exóticos a los que viajaba.  
Ravlin murió en Plano, Illinois. Muchas de sus cartas han sobrevivido en archivos privados. En 2018, una pintura de Ravelin de 1920 apareció en Antiques Roadshow, donde se evaluó entre 15,000 $ y 20,000 $.